# Вальенте Эрнандес, Марк
Марк Вальенте Эрнандес (исп. Marc Valiente Hernández; род. 29 марта 1987, Гранольерс) — испанский футболист, защитник клуб «Маккаби» (Хайфа).

## Клубная карьера
Футбольная карьера Эрнандеса началась в клубе «Барселона», предварительно молодой футболист окончил футбольную академию при клубе. В 2005 году Марк переходит во вторую «Барселона Б», затем в «Севилью Б», за которую в течение сезона выступил на 58 матчах и забил 1 мяч.
2009 год ознаменовался для футболиста приглашением в «Севилью» из Ла Лиги. Однако выделиться за сезон 2009/10 Марку так и не удалось, в основном составе команды он провел всего лишь 3 матча и не забил ни единого мяча.
В 2010 году знаменитый клуб «Реал Вальядолид» предложил Эрнандесу контракт. Футболист принял предложение от только что вылетевшего в Сегунду клуба, было очевидно, что на линии обороны не хватает опытного сильного игрока.
В 2015 году израильский клуб «Маккаби» (Хайфа) под руководством Ронни Леви заключил с Вальенте контракт на 3 года.

## Достижения
Севилья
- Кубок Короля: 2009/10

Испания до 19
- Чемпионат Европы по футболу: 2006